# Tony Williams (Sänger)
Tony Williams (* 5. April 1928 in Elizabeth, New Jersey; † 14. August 1992 in New York City) war ein US-amerikanischer Sänger. Er war der Leadsänger der Doo-Wop-Gruppe The Platters.

## Leben
Williams sang in der Baptistenkirche in Elizabeth in New Jersey im Gospelchor und gewann den ersten Platz bei der Amateur Night at the Apollo Theater. In den 1940er Jahren diente Williams in der U.S. Air Force. Auf Anraten seiner Schwester Linda Hayes, der mit „Yet I Know“ ein Hit gelang, zog Williams nach Los Angeles um. Er arbeitete dort in einer Autowaschanlage. 1953 ersetzte er Cornell Gunter (1936–1990) bei der Gruppe The Platters. Am 6. Juni 1960 verließ er die Gruppe für seine Solo-Karriere. Sein Nachfolger als Leadsänger der Platters wurde Sonny Turner.
Seine erste Solo-LP A Girl Is a Girl Is A Girl erschien bereits 1959. Die Zeitschrift Billboard schrieb in ihrer Ausgabe vom 16. November 1959: „The lead singer of the Platters turns in a solid performance in his first solo LP. He warbles with feeling and sincerity on a group of standards with fern names - 'Ramona,' 'Ida,' 'Lama,' etc. Excellent jockey wax.“ Das Plattencover seiner ersten LP zeigte die Gesichter von zwölf weißen Frauen. Seine LP Magic Touch of Tony enthielt eine Version von You’ll Never Walk Alone. 1963 heiratete er das New Yorker Model Helen Williams, mit der er einen Sohn hatte. Später trat er als Sänger der Gruppe The International Platters auf und litt unter Alkoholproblemen. Laurence Staig schrieb in seinem Nachruf: „Just as Diana Ross was The Supremes, so Tony Williams was The Platters.“

## Diskografie
Veröffentlichungen mit The Platters unter The Platters/Diskografie#Singles
- 1961: A Girl Is a Girl Is A Girl
- 1962: Magic Touch of Tony